# Bovenveenpolder
Het waterschap De Bovenveenpolder was een waterschap in de toenmalige Nederlandse gemeente Voorburg, in de provincie Zuid-Holland.
Het waterschap was verantwoordelijk voor de vervening, drooglegging en later de waterhuishouding in de polder.